# Бочарова, Евдокия Давыдовна
Евдоки́я Давы́довна Бочаро́ва (в девичестве Карабу́т, по первому мужу Берша́нская; 6 февраля 1913, Киевка (Ставропольский край), Российская империя — 16 сентября 1982, Москва, СССР) — советская лётчица, участница Великой Отечественной войны, командир 46-го гвардейского ночного бомбардировочного полка.

## Биография

### Довоенные годы
Родилась в селе Киевка Ставропольской губернии. Родители погибли в Гражданской войне, воспитывалась в семье дяди Георгия Середы. Окончила среднюю школу № 1 города Благодарного.
В 1931 году поступила в Батайскую школу пилотов. С 1932 по 1939 годы готовила лётчиков в качестве инструктора.
В сентябре 1939 года её назначили командиром авиазвена 218-го авиаотряда специального применения, расположенного в станице Пашковской (ныне микрорайон Краснодара). Избиралась депутатом Краснодарского городского Совета.

### Во время войны
В ходе Великой Отечественной войны в 28 лет возглавила сформированный женский бомбардировочный полк. Женские авиаполки формировались под руководством известной лётчицы, Героя Советского Союза Марины Расковой, которая и возглавила один из трёх полков, созданных в октябре 1941 года.
Евдокия Бершанская, как опытный лётчик с десятилетним стажем и хорошими организаторскими способностями, стала командиром 588-го ночного бомбардировочного полка. Под её командованием полк сражался до окончания войны. Порой его шутливо называли: «Дунькин полк», с намёком на полностью женский состав и оправдываясь именем командира полка.

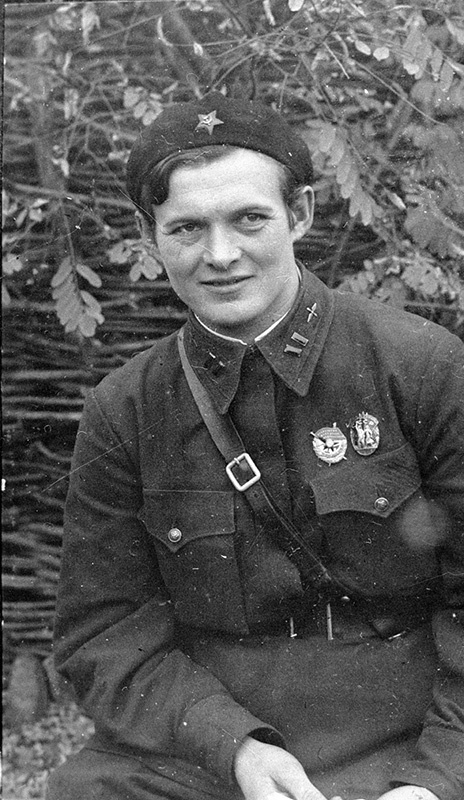
Евдокия Бершанская, Новороссийск, 1943 год

В 1943 году полк был удостоен звания гвардейского и был переименован в 46-й гвардейский Таманский ночной бомбардировочный полк. Позднее был награждён орденом Красного Знамени и орденом Суворова.
Атаки женского полка под предводительством Евдокии Давыдовны были так удачны, стремительны и точны, что немцы прозвали лётчиц «ночными ведьмами» (другие названия на сленге солдат Вермахта — «ночной фельдфебель» (не давал спать по ночам «беспокоящими» рейдами), «Железный Густав» (неуязвимость для зениток)).
Евдокия Бершанская имела огромный авторитет в полку, хоть сама летала сравнительно мало (к концу войны совершила 28 боевых вылетов). Однако она грамотно руководила и боевой работой и повседневной деятельностью полка, добиваясь безукоризненного содержания самолётов и постоянного повышения мастерства личного состава. Каждую ночь, когда лётчицы вылетали на боевые задания, она лично руководила полётами, и по утрам производила тщательный их разбор. Дисциплина в полку была «железной». Она была очень требовательным командиром, но больше всего требовала с самой себя. Когда полк не смог вылететь на боевое задание из-за распутицы, организовала изготовление сборной деревянной взлётно-посадочной полосы. Единственная женщина в РККА, награждённая орденом Суворова.
В 1981 году в СССР киностудия им. Горького выпустила фильм «В небе «Ночные ведьмы»», режиссёром которого была бывшая лётчица полка Евгения Жигуленко.
23 лётчицы полка были удостоены звания Героя Советского Союза, 2 — Героя России, 1 — Героя Казахстана. До своего расформирования в октябре 1945 года полк оставался полностью женским, на всех должностях в части служили только женщины.
Послевоенные годы
После войны вместе с мужем переехала в Москву, где работала в комитете советских женщин, а также в комитете ветеранов войны. Скончалась от инфаркта 16 сентября 1982 года. Похоронена на Новодевичьем кладбище.

## Семья
Вышла замуж за Петра Бершанского, от которого родила сына. Однако брак скоро распался. Под фамилией Бершанская Евдокия Давыдовна прошла всю войну, в ходе которой познакомилась со своим вторым мужем.
Боевые пути 46-го гвардейского и 889-го ночного легкобомбардировочного авиаполка постоянно были рядом, они входили в одну авиадивизию, летали на одинаковых самолётах, располагались часто на соседних аэродромах. После расформирования полка сыграли свадьбы не только командиры полков Евдокия Бершанская и Константин Бочаров, но и многие из лётчиков обоих полков (но ни одна из военнослужащих полка во время войны не ушла из полка по беременности).

## Награды
- Два ордена Красного Знамени (9.09.1942, 15.06.1945);
- Орден Суворова 3-й степени (15.12.1944);
- Орден Александра Невского (26.04.1944);
- Орден Отечественной войны 2-й степени (28.05.1943);
- Орден «Знак Почёта» (10.11.1937);
- Медаль «В ознаменование 100-летия со дня рождения Владимира Ильича Ленина»
- Медаль «За оборону Кавказа»
- Медаль «За победу над Германией в Великой Отечественной войне 1941-1945 гг.»
- Медаль «Двадцать лет победы в Великой Отечественной войне 1941-1945 гг.»
- Медаль «Тридцать лет победы в Великой Отечественной войне 1941-1945 гг.»
- Медаль «За освобождение Варшавы»
- Медаль «50 лет Вооружённых Сил СССР»
- Медаль «60 лет Вооружённых Сил СССР»
- Медаль «В память 800-летия Москвы»
- Медаль «Активный борец против фашизма» (ГДР)
- Почетный гражданин города Краснодара (1974)[5].

## Память

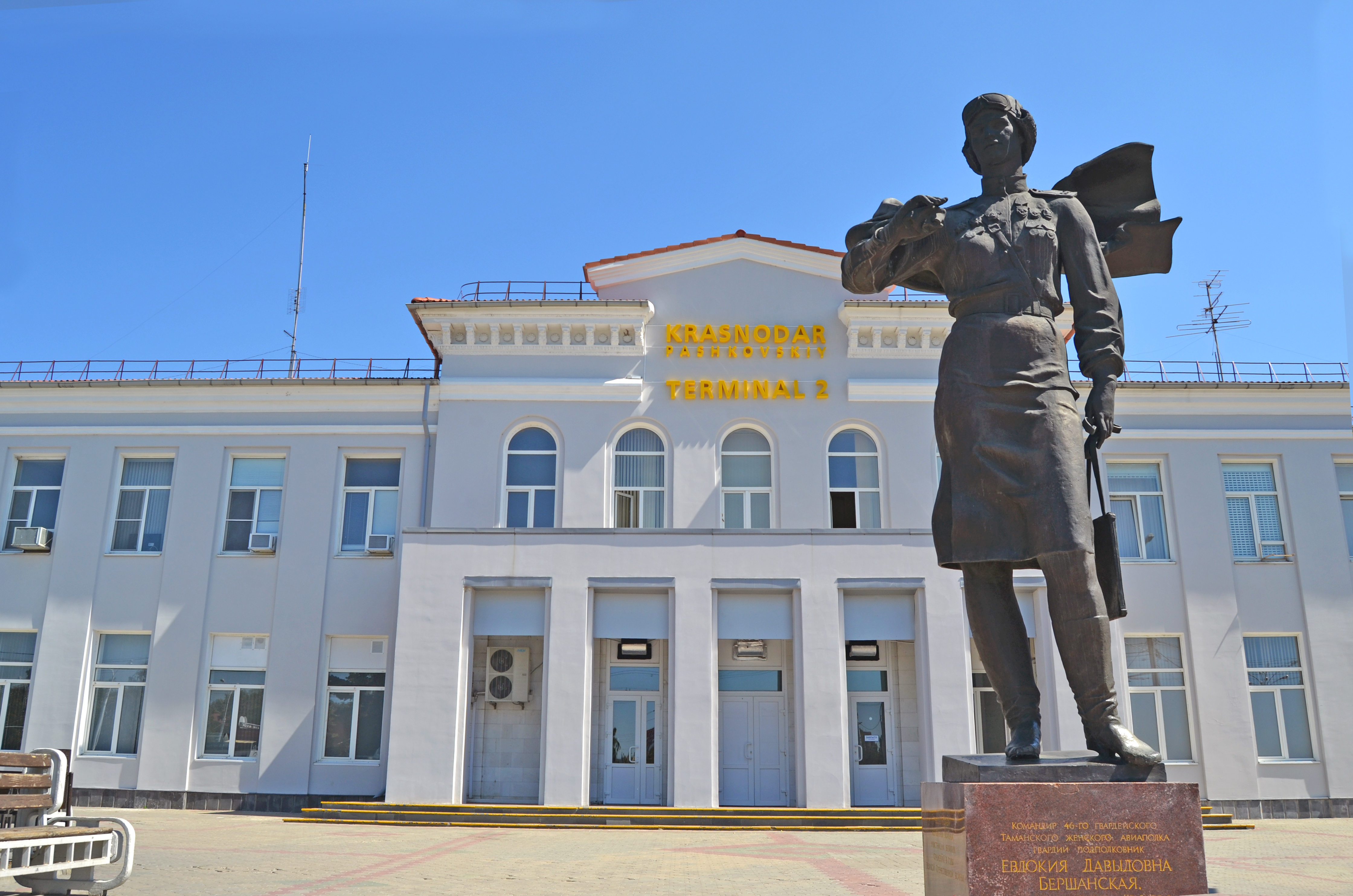
Памятник Е.Бершанской перед старым зданием аэропорта Краснодар (Пашковский)

- В микрорайоне Пашковский города Краснодара (бывшая станица Пашковская) есть улица Евдокии Бершанской, а в школе № 7, носящей её имя и расположенной на этой же улице, создан её музей.
- В 1975 году Евдокии Бочаровой было присвоено звание почётного гражданина Краснодара.[6]
- 7 мая 1988 года в аэропорту Краснодара ей был открыт памятник[7].
- В 2005 году авиакомпания «Кубань» назвала один из своих самолётов «Бершанская»[8].
- Улица Бершанской в станице Ассиновская, Серноводский район, Чечня.
- Улица Бершанской есть в городе Керчь, между аэропортом и центром города.
- В 2011 году средняя школа № 1 города Благодарный Ставропольского края, в которой училась Дуся Карабут, отмечала свое 100-летие. Вспоминали её выдающихся учеников. На здании школы открыта мемориальная доска Е. Д. Бершанской. В апреле 2017 года перед школой установлен бюст.
- В 2015 году Евдокии Давыдовне присвоено звание «Почётный гражданин города Благодарный».
- В 2017 году портрет Евдокии Бершанской нанесён на фасад жилого пятиэтажного дома в Краснодаре (ул. Лузана, 41).
- В 2017 году памятник Е. Д. Бершанской открыт в Ставрополе, у здания бывшего педагогического техникума, где она училась (ул. Морозова, 8)[9].
- В г. Геленджике открыли школу № 6 им. Бершанской с её портретом на фасаде.
- В селе Мысхако Краснодарского края улица Евдокии Бершанской.